# Прозерпина
Прозерпина е римска богиня на природата, плодородието и след като била отвлечена от Плутон – царица на подземния свят и негова съпруга. Дъщеря на Юпитер и Церера. Аналог на Прозерпина в древногръцката митология е Персефона.